# Biblioteca Pública de la Universidad Michoacana
La Biblioteca Pública de la Universidad Michoacana se localiza en la ciudad de Morelia, Michoacán, México y tiene su sede en lo que fue un antiguo templo católico del siglo XVII. La biblioteca fue fundada en 1930 a iniciativa del gobernador de Michoacán Lázaro Cárdenas del Río, el inmueble histórico fue cedido por el gobierno federal a la Universidad Michoacana de San Nicolás de Hidalgo (UMSNH).
La biblioteca conserva un extenso fondo bibliográfico antiguo compuesto por ejemplares desde el  siglo XV hasta principios del siglo XX provenientes de las antiguas bibliotecas de Morelia, como la del ex convento franciscano, el antiguo Seminario Conciliar de Morelia, la del propio Colegio de San Nicolás, así como de bibliotecas particulares de destacados personajes como Melchor Ocampo, Mariano de Jesús Torres, entre otras donaciones y adquisiciones.
El fondo antiguo de la biblioteca con sus 22,901 volúmenes es considerado el tercer fondo antiguo más grande de México en propiedad de universidades públicas. Entre los ejemplares conservados destacan 7 libros incunable. Asimismo, la biblioteca ofrece en sus instalaciones un pequeño fondo bibliográfico actual para la consulta de los estudiantes preparatorianos.
En el interior del recinto se conservan murales elaborados a mediados del siglo XX por los artistas estadounidenses Hollis Howard Holbrook, S. C. Schoneberg y R. Hansen así como del mexicano Antonio Silva Díaz.

## Historia

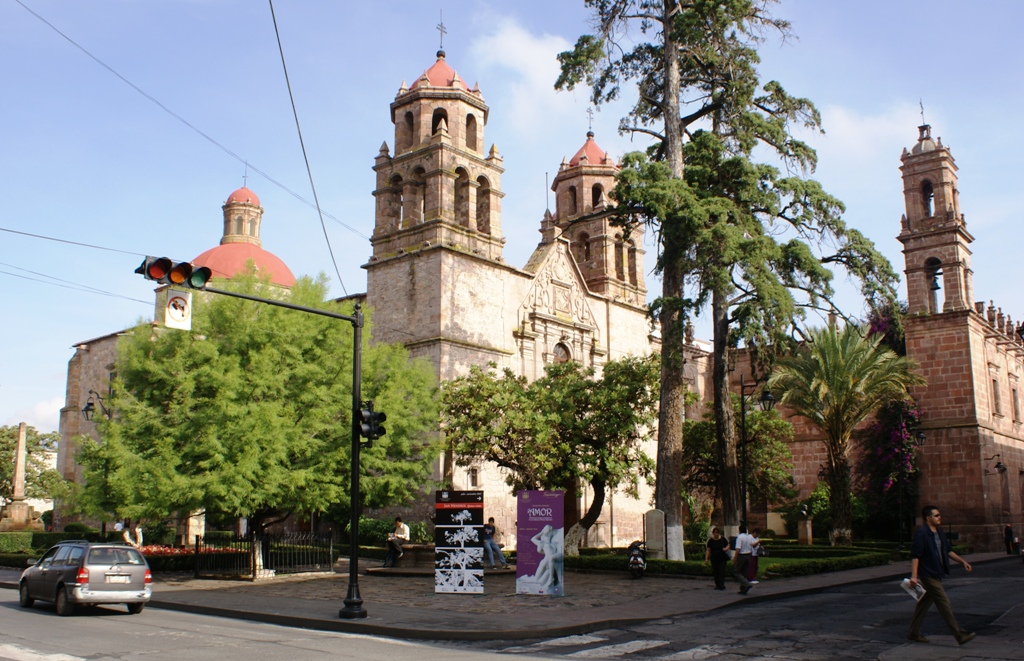
Ex Templo de la Compañía de Jesús.

El inmueble donde hoy tiene su sede la Biblioteca Pública Universitaria originalmente fue el templo que durante la época del Virreinato de la Nueva España formaba parte del conjunto conventual de la Compañía de Jesús en Valladolid hoy Morelia, el cual comprendía también el anexo Colegio de San Francisco Javier hoy Centro Cultural Clavijero.
Los jesuitas llegaron a Morelia en el siglo XVI ocupando un edificio provisional, el 2 de diciembre de 1660 iniciaron la construcción del templo el cual concluyeron en 1695, mientras que el edificio del colegio fue iniciado en 1757 y terminado en 1763, sin embargo el conjunto conventual solo fue ocupado por los jesuitas hasta 1767 ya que en ese año fueron expulsados de todos los dominios españoles por orden del Rey Carlos III de España, por lo que los edificios pasaron a manos del clero secular local. En un inventario de 1773 se da cuenta de la existencia de 12 retablos de madera en el interior del templo. 
En el siglo XIX el edificio del colegio pasó a ser propiedad del gobierno y tuvo diversos usos públicos, mientras que el templo seguía conservado su función religiosa. A finales del siglo XIX fue remodelada la decoración interior del templo, dejándosele su aspecto neoclásico que hoy todavía luce en sus bóvedas. A principios del siglo XX el templo era frecuentado en mayor parte por la burguesía local.

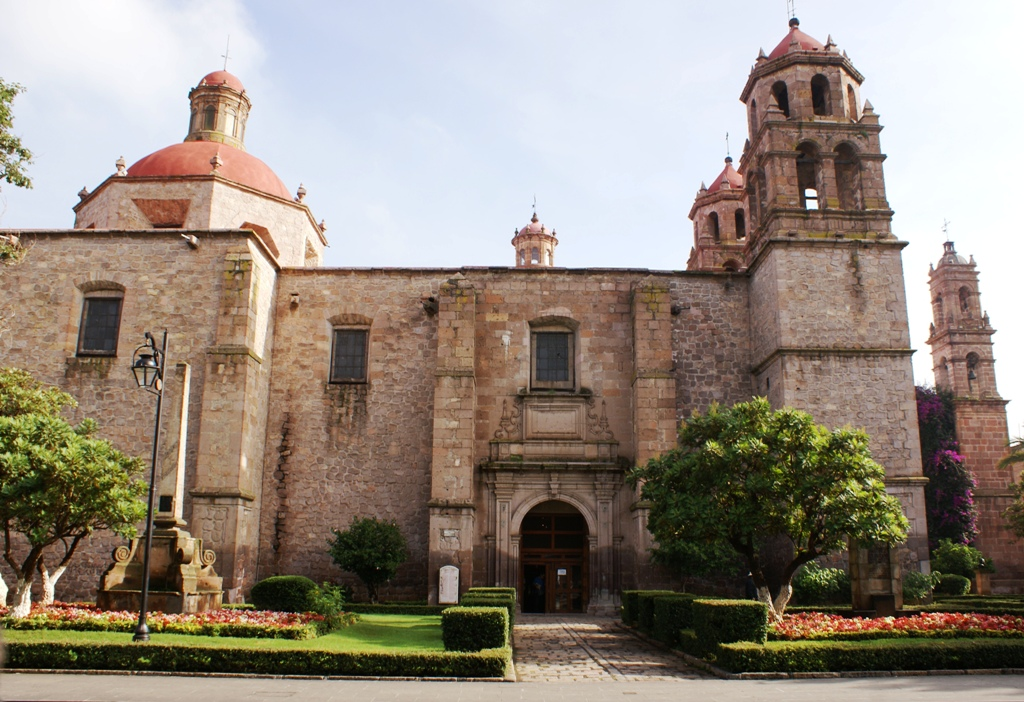
Costado sur de la actual Biblioteca.

En 1929 a iniciativa del Gobernador de Michoacán Lázaro Cárdenas del Río, el gobierno federal cede el inmueble del templo a la Universidad Michoacana de San Nicolás de Hidalgo (UMSNH) para fundar en él la Biblioteca Pública Universitaria la cual fue inaugurada el 7 de enero de 1930. Entre las obras de remodelación efectuadas se retiraron los retablos neoclásicos y se colocó la estantería de madera para los libros a todo lo largo de los muros.
En 1952 y 1953 la Universidad Michoacana invitó a los artistas estadounidenses Hollis Howard Holbrook, S. C. Schoneberg y R. Hansen a pintar murales en el interior del recinto, y en 1959 al mexicano Antonio Silva Díaz.
En 2001 y 2002 se realizó la más reciente clasificación y catalogación del fondo antiguo de la biblioteca, contando con el apoyo del Archivo General de la Nación (México).

## Arquitectura

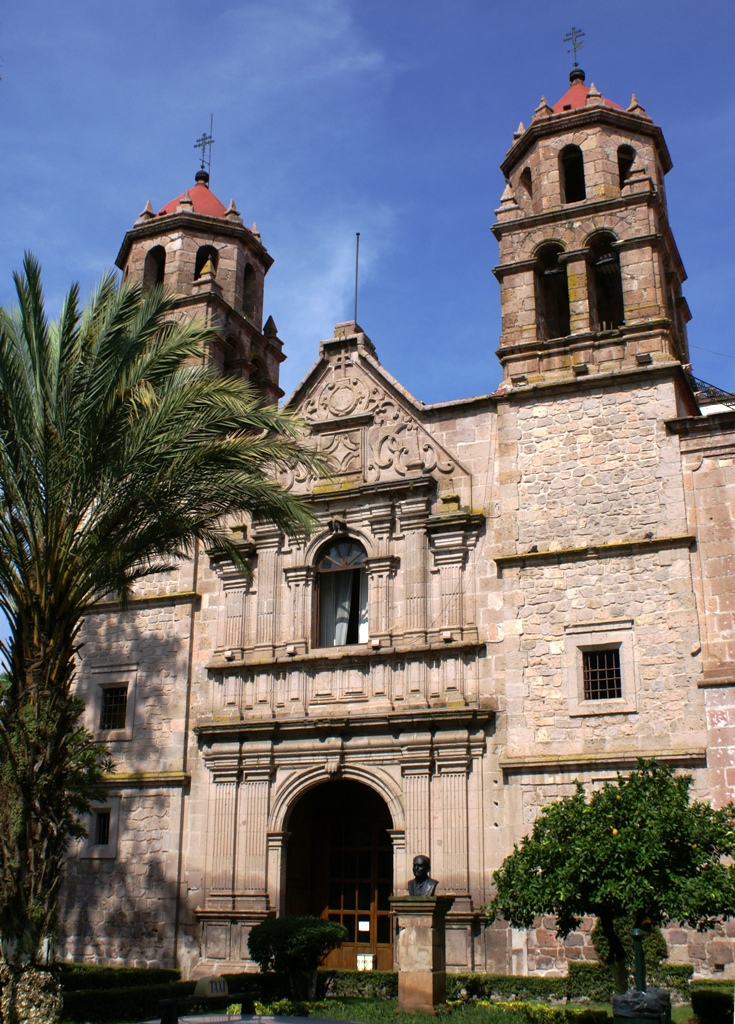
Fachada de estilo barroco del.

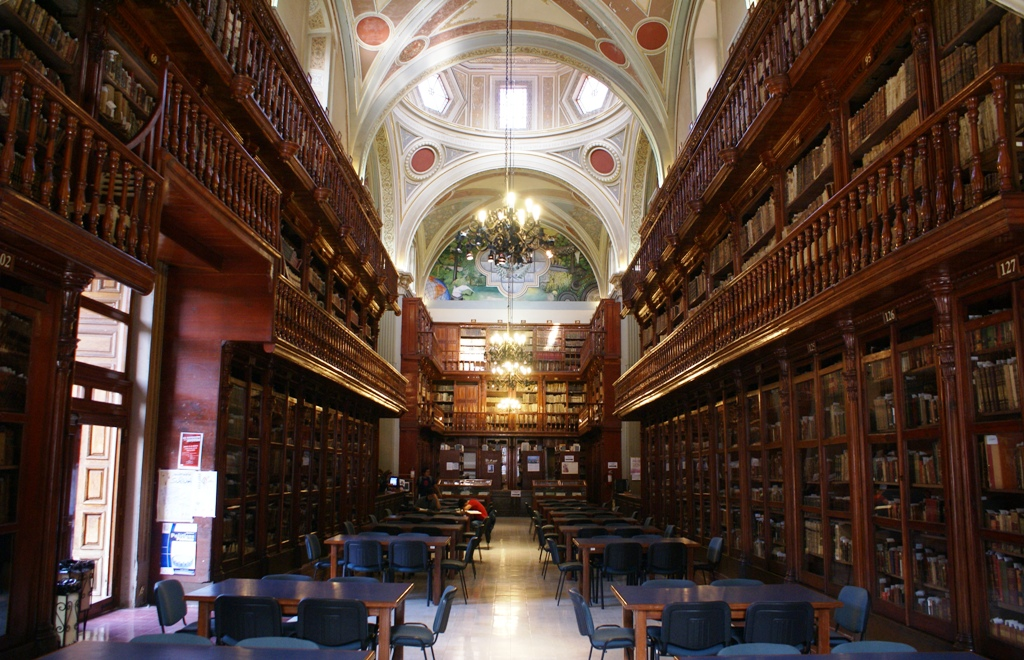
Interior de la Biblioteca.

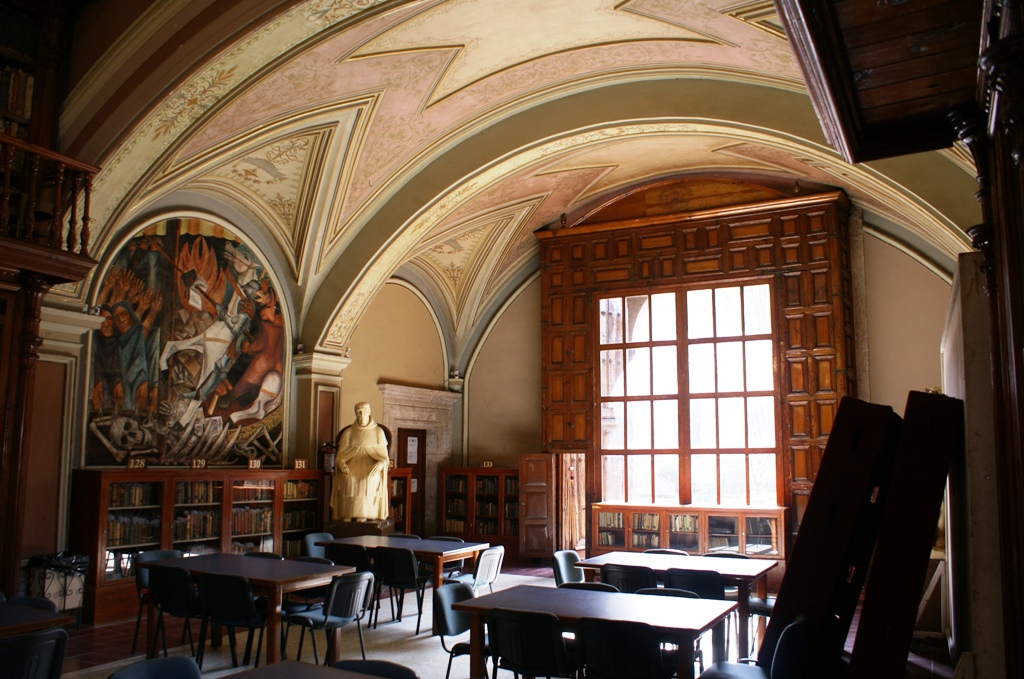
Área del sotocoro.

El ex templo de la Compañía de Jesús, actual Biblioteca Pública Universitaria se localiza en la esquina que forman las calles Avenida Madero Poniente y Nigromante en el Centro histórico de Morelia, colinda enfrente con el Colegio de San Nicolás y a un costado con el Centro Cultural Clavijero. 
El inmueble presenta el estilo barroco tablerado del siglo XVII, está edificado en cantera rosada y posee planta de cruz latina. En su exterior la fachada principal está orientada al este, y está conformada por un acceso con arco de medio punto que es alternado por pilastras estriadas con capitel dórico, mientras que en su segundo nivel exhibe una ventana colar con arco de medio punto donde se halla la escultura de un pelícano rasgando su pecho, el cual tiene un significado iconográfico que hace alusión a la muerte redentora de Cristo, ya que se cree que esa ave se rasga (sacrifica) para alimentar a sus crías. 
La fachada es rematada por un imafronte triangular que exhibe algunas tallas en relieve en su interior entre las que se hallan elementos vegetales, dos perfiles de rostros humanos y un orbe con cruz patriarcal (o Cruz de Lorena). Finalmente la fachada presenta dos pequeñas torres simétricas con segundo cuerpo en forma de ochavo y remate cónico.
En su interior el edificio presenta planta de cruz latina, techo con bóvedas de pañuelo, cúpula sobre el crucero y decoración neoclásica del siglo XIX. A lo largo de los muros del recinto se ubican altos libreros de madera en niveles donde se resguarda el fondo bibliográfico antiguo. En los muros del crucero y el ábside se ubican murales en la técnica de pintura al fresco, así como en el sotocoro.
Afuera del edificio en lo que fue el atrio del templo se ubica un jardín donde se hallan en sus esquinas dos pequeñas fuentes de cantera en estilo ecléctico obra del ingeniero belga Guillermo Wodon de Sorinne en el siglo XIX, además de jardineras donde se ubican bustos en bronce de personajes relacionados con la Universidad Michoacana: Manuel Martínez Solórzano, Natalio Vázquez Pallares, así como un pequeño obelisco en cantera en el costado sur.

## Murales

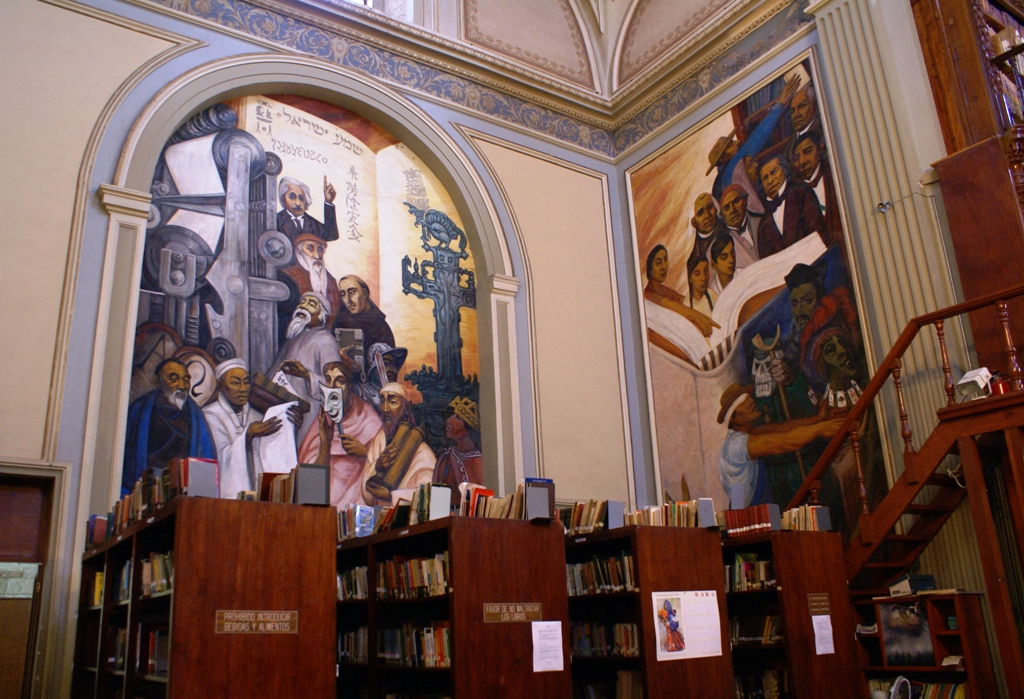
Murales en el costado norte y este del crucero.

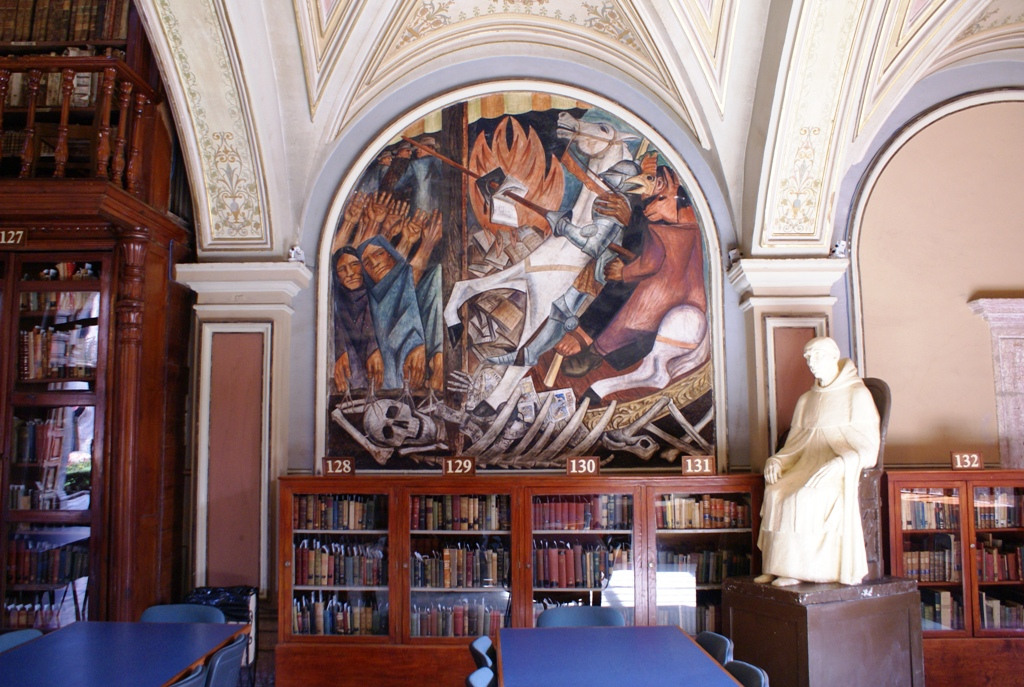
Mural en el costado norte del sotocoro.

- Mural “La conquista” pintado por Hollis Howard Holbrook en 1952, se ubica en el muro norte del sotocoro. Realizado en la técnica de pintura al fresco, mide 2.0 x 3.0 m.

- Mural “El conquistador” pintado por Hollis Howard Holbrook en 1952, se ubica en el muro sur del sotocoro. Realizado en la técnica de pintura al fresco, mide 2.0 x 3.0 m.

- Mural “El alba” pintado por S. C. Schoneberg en 1952, se ubica en el muro este del crucero. Realizado en la técnica de pintura al fresco, mide 3,30 x 5,70 m.

- Mural “Génesis” pintado por S. C. Schoneberg en 1952, se ubica en el muro norte del crucero. Realizado en la técnica de pintura al fresco, mide 4,0 x 7,50 m.

- Mural “La ciencia” pintado por R. Hansen en 1953, se ubica en el muro sur del crucero. Realizado en la técnica de pintura al fresco, mide 4.0 x 7.50 m

- Mural “la patria” pintado por Antonio Silva Díaz en 1959, se ubica en la parte superior del ábside. Realizado en la técnica de pintura al fresco, mide 5.70 x 3.2 m.

## Fondo bibliográfico antiguo
La Biblioteca Pública Universitaria de la UMSNH conserva un fondo bibliográfico antiguo con ejemplares desde el siglo XV hasta principios del siglo XX clasificado actualmente con 22,901 volúmenes. Las principales temáticas del fondo son derecho, medicina, homilética, historia civil, historia eclesiástica, libros religiosos y de teología. 
El acervo de la biblioteca pública de la UMSNH es considerado el tercer fondo antiguo más grande de México en propiedad de universidades públicas, después de la Biblioteca Nacional de México de la UNAM y la Biblioteca Francisco de Burgoa de la Universidad Autónoma Benito Juárez de Oaxaca (ubicada en el Centro Cultural Santo Domingo). Otra importante biblioteca con fondo antiguo en el país es la Biblioteca Palafoxiana de Puebla. 
El acervo bibliográfico fue recopilado principalmente con los libros de las siguientes bibliotecas (ya desaparecidas): 
- Biblioteca del convento franciscano de San Buenaventura de Valladolid hoy Morelia.
- Biblioteca del convento de la Compañía de Jesús de Valladolid hoy Morelia.
- Biblioteca del convento de los Carmelitas Descalzos de Valladolid hoy Morelia.
- Biblioteca del antiguo Seminario Conciliar de Morelia.
- Antigua Biblioteca Pública Estatal de Morelia (la cual había sido fundada en 1874).
- Biblioteca de la Escuela Médica Estatal de Morelia.
- Antigua Biblioteca del Colegio de San Nicolás de Hidalgo.
- Biblioteca del Colegio de San Nicolás Obispo en Pátzcuaro.
- Biblioteca del convento de la Compañía de Jesús de Pátzcuaro.
- Biblioteca del convento de San Francisco en Querétaro.

Bibliotecas personales: 
- Biblioteca del colegial Francisco Uraga.
- Biblioteca del abogado y político liberal Melchor Ocampo.
- Biblioteca del escritor y periodista Mariano de Jesús Torres.
- Biblioteca del licenciado Luis González Gutiérrez.
- Biblioteca del sacerdote J. M. Chávez y Villaseñor.

Entre los volúmenes históricos relevantes en el fondo se encuentran:
- 7 libros incunable impresos en Europa, entre los que se halla el Liber Chronicarum de 1493.
- 4 libros del siglo XVI impresos en México.
- 45 manuscritos.
- 38 títulos de la biblioteca de Melchor Ocampo.
- 71 libros prohibidos (censurados por la Iglesia Católica).

## Galería de imágenes

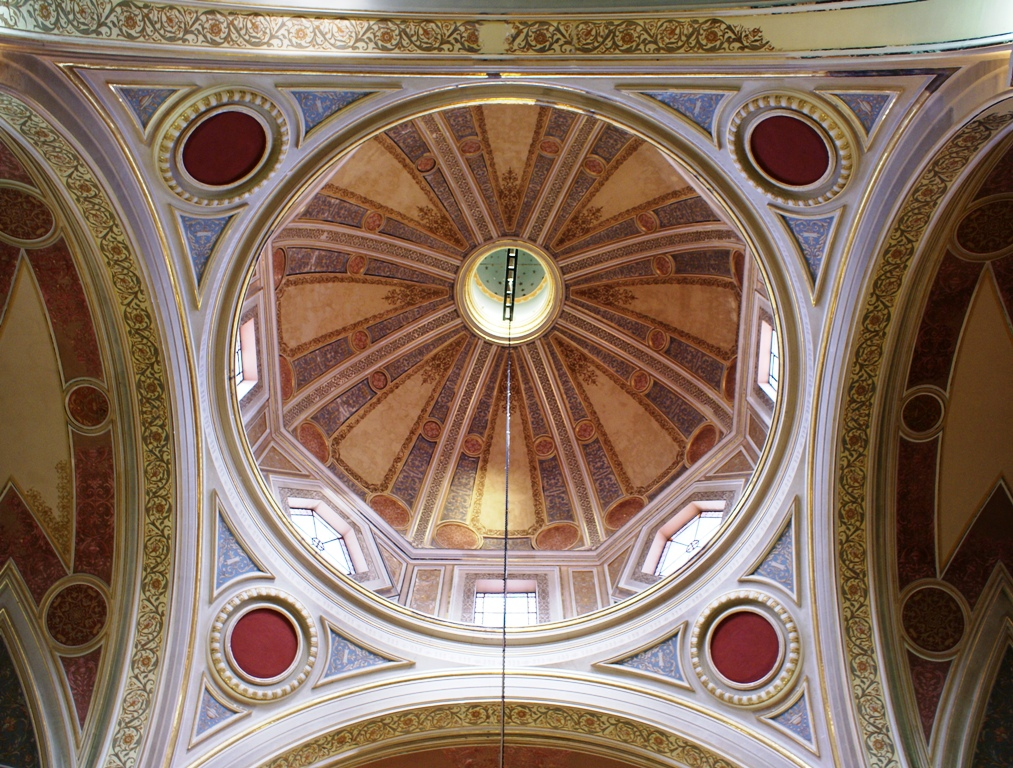
Cúpula sobre el crucero.
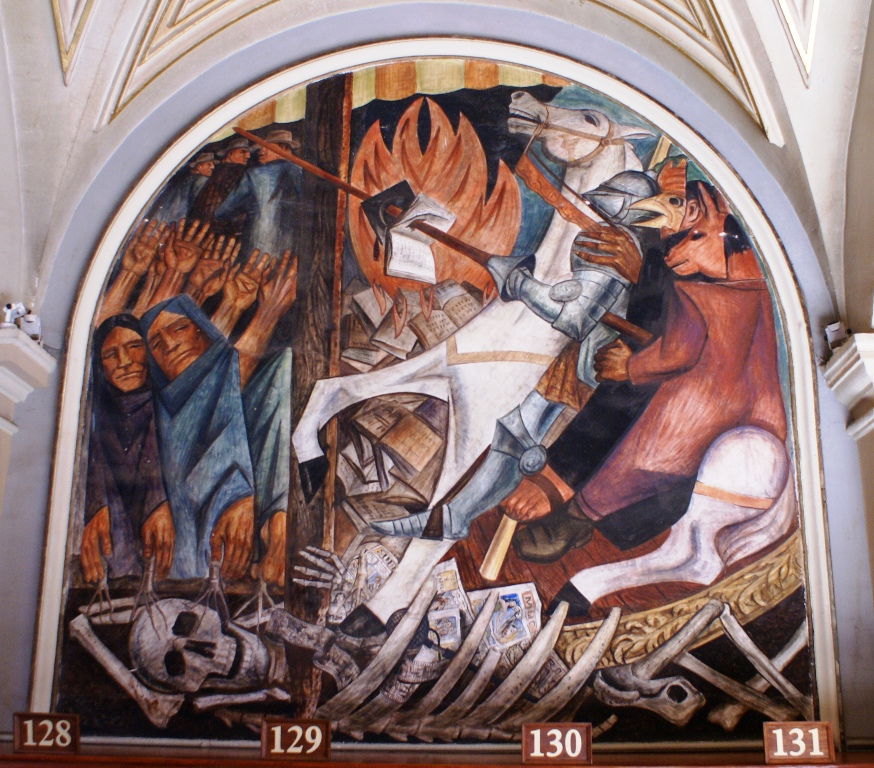
Mural La conquista (Hollis Howard Holbrook, 1952)
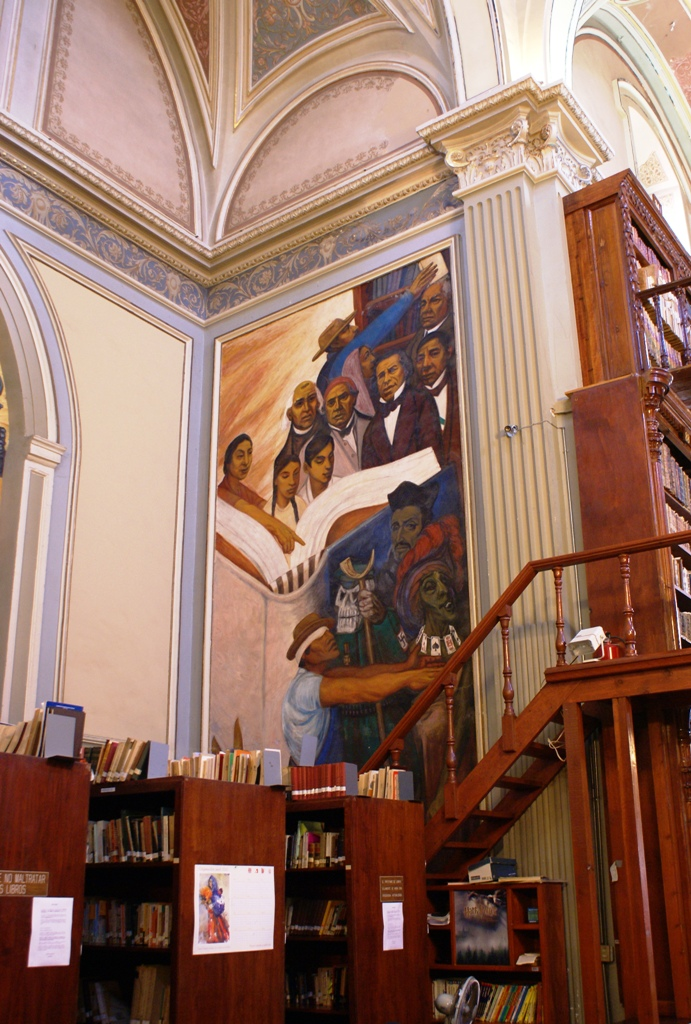
Mural El alba (S. C. Schoneberg, 1952)
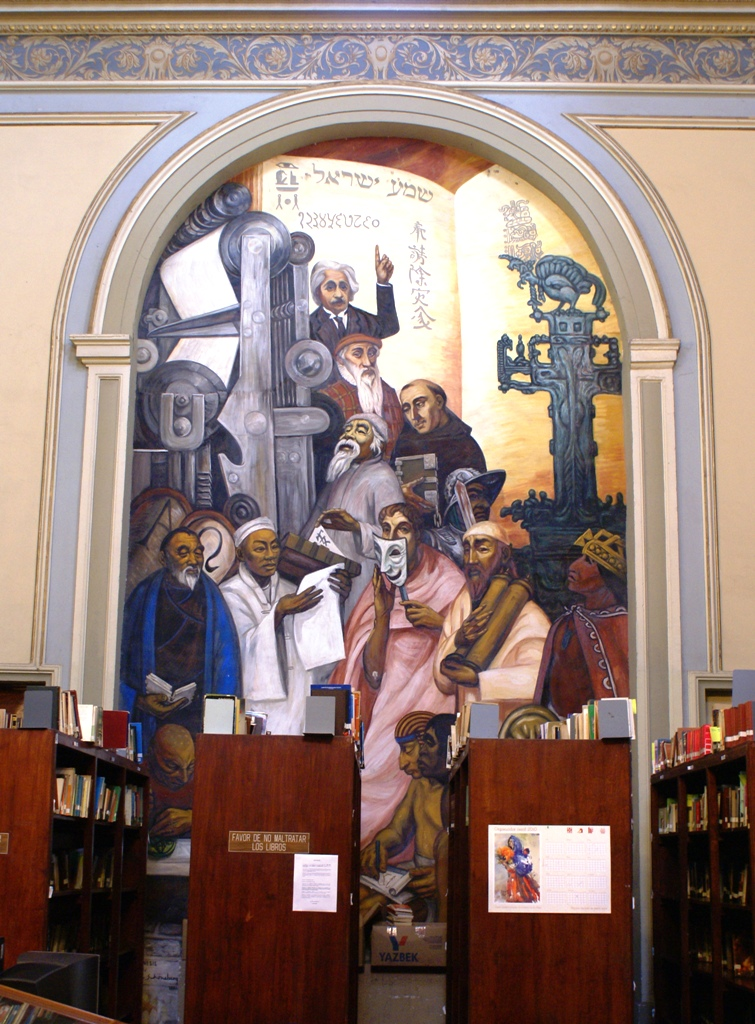
Mural Génesis (S. C. Schoneberg, 1952)
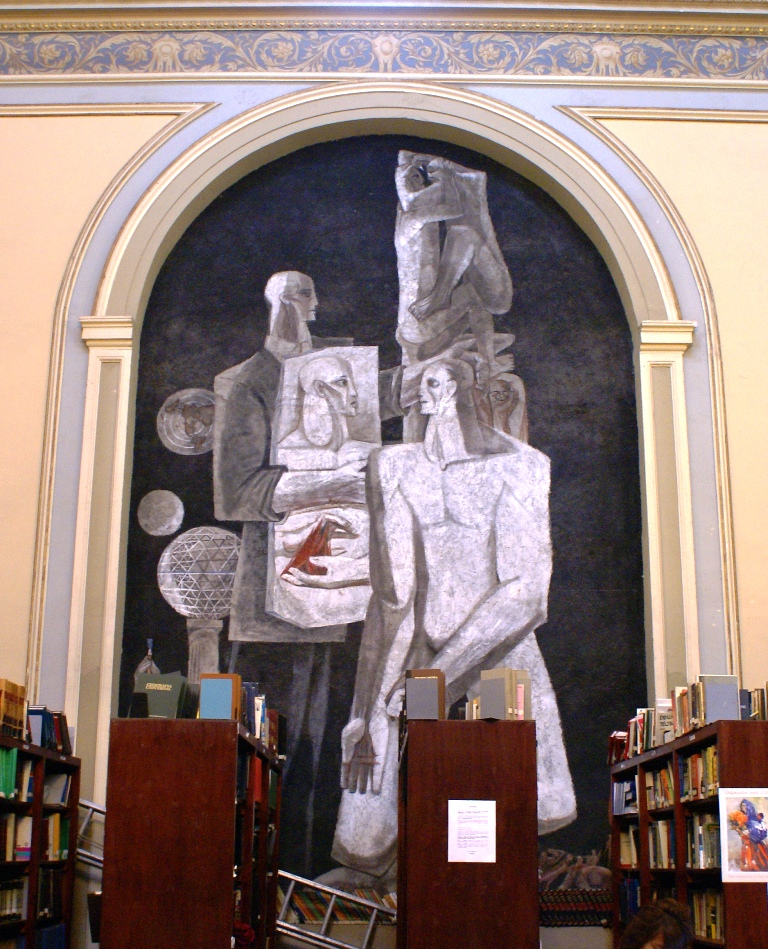
Mural La ciencia (R. Hansen, 1953)
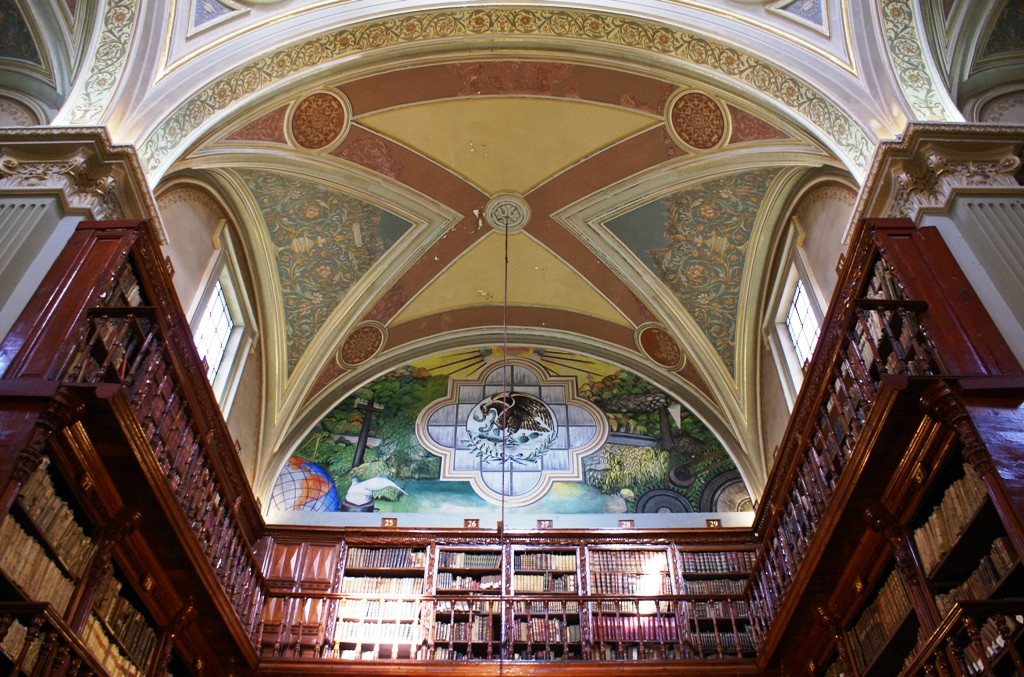
Mural La patria (Antonio Silva Díaz, 1959)